# ويليام غوردون (سياسي)
ويليام غوردون (بالإنجليزية: William Gordon)‏ هو محامي وسياسي أمريكي، ولد في 12 أبريل 1763 في بوسطن في الولايات المتحدة، وتوفي بنفس المكان في 8 مايو 1802. حزبياً، نشط في الحزب الفيدرالي الأمريكي. وقد انتخب عضو مجلس ولاية نيوهامبشير وانتخب عضو مجلس النواب الأمريكي.